# Kalān Kalāyeh
Kalān Kalāyeh (persiska: کلان کلایه) är en ort i Iran.   Den ligger i provinsen Gilan, i den norra delen av landet, 180 km nordväst om huvudstaden Teheran. Kalān Kalāyeh ligger 38 meter över havet och antalet invånare är 532.
Terrängen runt Kalān Kalāyeh är varierad. Runt Kalān Kalāyeh är det ganska tätbefolkat, med 134 invånare per kvadratkilometer. Närmaste större samhälle är Rūdsar, 10,1 km norr om Kalān Kalāyeh. I omgivningarna runt Kalān Kalāyeh växer i huvudsak blandskog.